# Gastão IV de Foix
Gastão IV de Foix (27 de novembro de 1422 — c. 28 de julho de 1472) foi rei consorte de Navarra, conde de Foix e Bigorra, visconde de Castelbo e Béarn e outros títulos (Veja Mateus I de Castelbo) nos que sucedeu a seu pai, João I de Foix, em 1436.
João II rei de Aragão concedeu a Gastão o governo do Reino de Navarra e por meio do tratado de Barcelona de 1455 garantia-lhe o trono navarro. Em 1447 recebeu o viscondado de Narbona que manteve até 1468.
O seu governo foi antecedido pelo de Pedro de Tinières e foi seguido pelo de João I, Conde de Foix, da Casa de Tinières.

## Biografia
Gastão IV colaborou com o rei da França na reconquista de Guiena, tomando Tartas em 1442, Mauléon em 1449, e outras praças, por cujos méritos foi nomeado lugar-tenente do rei em Guiena. Em 1453, junto ao conde de Dunois, conquistou Dax, Bordéus e Baiona. A vitória de Castillon nesse mesmo ano, com a morte de Talbot e seus filhos, permitiu-lhe entrar em Médoc e Cadillac. Aí sofreu uma tentativa de assassinato por parte do castelhano Gaillardet, que foi executado. Em recompensa, Foix foi elevado a condado-par em 1458, e o herdeiro Gastão, príncipe de Viana e visconde de Castelbo, recebeu a mão de Madalena da França, irmã do rei francês Luís XI.
Em 1462 guerreou em terras catalãs, obrigando ao conde de Pallars a levantar o cerco ao que apresentou à Joana Henriques e o príncipe Fernando em Gerona. Como recompensa, recebeu o feudo da cidade de Carcassona. Cedeu a seus filhos Castelbo (1462) e Narbona (1468). Subitamente, em 1471, o rei francês negou-se a reconhecer os direitos de sucessão dos Foix em Navarra, pelo que Gastão IV aliou-se com os duques de Bretanha e de Borgonha e sublevou Guiena contra a França; derrotado, refugiou-se em Navarra, onde morreu com 50 anos.

## Dados genealógicos
Em 22 de dezembro de 1441 casou-se com Leonor de Navarra, princesa de Viana (mais tarde a rainha Leonor I de Navarra)
De seu casamento teve dez filhos:
1. Gastão de Foix, visconde de Castelbo e príncipe de Viana, que morreu antes de seu pai, em 1470.
2. Maria, casada com Guilherme VIII, marquês de Montferrato.
3. Eleonor, falecida jovem.
4. João de Foix, visconde de Narbona, casado com Maria de Orleans.
5. Jaime, conde de Cortés e de Montfort, casado com sua prima Ana de Peralta e Foix.
6. Isabel, casada em 1459 com Guido de Pons (1431-1510), senhor Pons, de  Ribérac e de Bergerac.
7. Margarida, casada com Francisco II, duque da Bretanha.
8. Pedro, o bispo de Gwened e arcebispo de Arlés.
9. Catarina, casada com Gastão de Foix, conde de Candale.
10. Joana, casada com João V, conde de Armagnac.